# Team Europcar/Saison 2014
Dieser Artikel listet Erfolge und Fahrer des Radsportteams Europcar in der Saison 2014 auf.

## Erfolge in der UCI Africa Tour
| Datum          | Rennen                                       | Kat. | Sieger          |
| -------------- | -------------------------------------------- | ---- | --------------- |
| 13.–19. Januar | Gesamtwertung La Tropicale Amissa Bongo      | 2.1  | Natnael Berhane |
| 31. Mai        | Eritreische Meisterschaft – Einzelzeitfahren | CN   | Natnael Berhane |

## Erfolge in der UCI Europe Tour
| Datum      | Rennen                              | Kat. | Fahrer           |
| ---------- | ----------------------------------- | ---- | ---------------- |
| 7. Februar | 3. Etappe Étoile de Bessèges        | 2.1  | Bryan Coquard    |
| 8. Februar | 4. Etappe Étoile de Bessèges        | 2.1  | Bryan Coquard    |
| 4. April   | Route Adélie                        | 1.1  | Bryan Coquard    |
| 15. April  | Paris–Camembert                     | 1.1  | Bryan Coquard    |
| 27. April  | La Roue Tourangelle                 | 1.1  | Angélo Tulik     |
| 11. April  | 5. Etappe Quatre Jours de Dunkerque | 2.HC | Jimmy Engoulvent |
| 16. Mai    | 1. Etappe Tour de Picardie          | 2.1  | Bryan Coquard    |
| 5. Juni    | Prolog Boucles de la Mayenne        | 2.1  | Jimmy Engoulvent |
| 8. Juni    | 3. Etappe Boucles de la Mayenne     | 2.1  | Yohann Gène      |
| 20. August | 2. Etappe Tour du Limousin          | 2.1  | Cyril Gautier    |

## Zugänge – Abgänge
| Zugänge            | Team 2013                           | Abgänge            | Team 2014        |
| ------------------ | ----------------------------------- | ------------------ | ---------------- |
| Romain Sicard      | Euskaltel Euskadi                   | Damien Gaudin      | AG2R La Mondiale |
| Jimmy Engoulvent   | Sojasun                             | Sébastien Turgot   | AG2R La Mondiale |
| Fabrice Jeandesboz | Sojasun                             | Sébastien Chavanel | FDJ.fr           |
| Maxime Méderel     | Sojasun                             | Franck Bouyer      | Karriereende     |
| Antoine Duchesne   | Bontrager Cycling Team              | Anthony Charteau   | Karriereende     |
| Yannick Martinez   | La Pomme Marseille                  | David Veilleux     | Karriereende     |
| Romain Guillemois  | Neoprofi                            |                    |                  |
| Bryan Naulleau     | Neoprofi                            |                    |                  |
| Dan Craven         | Bike Aid-Ride for Help (ab 1. Juli) |                    |                  |

## Mannschaft
| Name                | Geburtstag         | Nationalität |              |
| ------------------- | ------------------ | ------------ | ------------ |
| Yukiya Arashiro     | 22. September 1984 | Japan        |              |
| Natnael Berhane     | 5. Januar 1991     | Eritrea      |              |
| Giovanni Bernaudeau | 25. August 1983    | Frankreich   |              |
| Bryan Coquard       | 25. April 1992     | Frankreich   |              |
| Jérôme Cousin       | 5. Juni 1989       | Frankreich   |              |
| Dan Craven          | 1. Februar 1983    | Namibia      |              |
| Antoine Duchesne    | 12. September 1991 | Kanada       |              |
| Jimmy Engoulvent    | 7. Dezember 1979   | Frankreich   |              |
| Cyril Gautier       | 26. September 1987 | Frankreich   |              |
| Yohann Gène         | 25. Juni 1981      | Frankreich   |              |
| Romain Guillemois   | 28. März 1991      | Frankreich   |              |
| Tony Hurel          | 1. November 1987   | Frankreich   |              |
| Fabrice Jeandesboz  | 4. Dezember 1984   | Frankreich   |              |
| Vincent Jérôme      | 26. November 1984  | Frankreich   |              |
| Christophe Kern     | 18. Januar 1981    | Frankreich   |              |
| Morgan Lamoisson    | 7. September 1988  | Frankreich   |              |
| Davide Malacarne    | 11. Juli 1987      | Italien      |              |
| Yannick Martinez    | 4. Mai 1988        | Frankreich   |              |
| Maxime Méderel      | 19. September 1980 | Frankreich   |              |
| Bryan Naulleau      | 17. März 1988      | Frankreich   |              |
| Alexandre Pichot    | 6. Januar 1983     | Frankreich   |              |
| Perrig Quéméneur    | 26. April 1984     | Frankreich   |              |
| Kévin Réza          | 18. Mai 1988       | Frankreich   |              |
| Pierre Rolland      | 10. Oktober 1986   | Frankreich   |              |
| Romain Sicard       | 1. Januar 1988     | Frankreich   |              |
| Björn Thurau        | 23. Juli 1988      | Deutschland  |              |
| Angélo Tulik        | 2. Dezember 1990   | Frankreich   |              |
| Thomas Voeckler     | 22. Juni 1979      | Frankreich   |              |
| Stagiaires          | Stagiaires         | Nationalität | Nationalität |
| Romain Cardis       | Romain Cardis      | Frankreich   |              |
| Jérémy Cornu        | Jérémy Cornu       | Frankreich   |              |
| Taruia Krainer      | Taruia Krainer     | Frankreich   |              |